# Adam Johnson (jugador de vóleibol)
Adam Johnson (Laguna Beach, California, 31 de enero de 1965) es un exjugador estadounidense de vóleibol playa profesional.

## Carrera
Johnson jugó a vóleibol indoor en 1980 en "Los Trojanos" el equipo de la Universidad del Sur de California. En 1988 y 1989, jugó por la selección nacional de vóleibol de su país y desde 1988 hasta el 2000 jugó con éxito el Gira AVP de Vóleibol de Playa y en 1993 participó del Gira Mundial FIVB. 
Su mejor momento lo vivió en 1993 cuando ganó el Abierto del Gira Mundial en Río de Janeiro junto a Kent Steffes. Con Karch Kiraly terminó en 5.º lugar los Campeonatos Mundiales de 1997 y 1999 (Los Ángeles y Marsella respectivamente). 
Después de una lesión en 2001, se convirtió en entrenador y director del "Club de Vóleibol Adam Johnson" en Austin, Texas.